# Добровольська Людмила Георгіївна
Добровольська Людмила Георгіївна (11 вересня 1967 , Одеса ) — українська журналістка та телеведуча.

## Життєпис
Народилася 11 вересня 1967 року в Одесі.
Закінчила філологічний факультет Одеського державного університету ім. І. Мечникова.
На початку 1990-х років працювала в єдиній незалежній одеській газеті «Південь».
З 1993 року була ведучою регіональних новин муніципальної телерадіокомпанії «АРТ».
Авторка та ведуча програми «Силует».
З 1998 року була ведучою денних випусків Телевізійної служби новин (ТСН) на телеканалі 1+1, а з 1999 року була ведучою основного випуску новин.
У 2009 році була ведучою на телеканалі «Сіті», а у 2012 році перейшла на радіокомпанію «Голос столиці».
В 2013 році була ведучою інтелект-шоу «Найрозумніший» на телеканалі «Україна».
З липня 2016 по березень 2017 року керувала департаментом інформаційного мовлення та інформаційно-аналітичних програм телеканалу ZIK. Звільнилася після зміни топ-менеджмента каналу
З серпня 2017 року була керівницею випусків новин інформаційної програми «Сегодня» на телеканалі «Україна» з командою якого розділила встановлення кількох Рекордів України, проведення цілодобових марафонів і численних спецефірів.
Після того, як у квітні 2021 року було запущене мовлення інформаційного телеканалу «Україна-24» — повернулася в ефір як телеведуча.
Від початку повномасштабного російського вторгнення — ведуча Національного Телемарафону «Єдині новини» на телеканалах «Україна» і «Ми — Україна»,.

## Нагороди
- Національна премія України в галузі телебачення «Телетріумф» у номінації «Ведучий/ведуча програми будь-якого формату — регіон» (2010)[10];
- Національна премія України в галузі телебачення «Телетріумф» у номінації «Ведучий/ведуча програми будь-якого формату — регіон» (2011)[11].

## Родина та особисте життя
Донька — Добровольська Марина Олександрівна (народилася у 1990 році).